# 塔羅冥想：基督信仰內在隱修之旅
《塔羅冥想：基督信仰內在隱修之旅》（英語：Meditations on the Tarot: A Journey into Christian Hermeticism）是一本初次於1980年匿名出版的密傳基督教書籍，原書為法文寫成，英譯本由  的羅伯·鮑威爾翻譯，在1985年出版。此書於2016年6月24日由臺灣的心靈工坊發行正體中文精裝本，全書952頁，譯者為侯王怡文，胡因夢審修。
此書闡釋了成為赫密士主義宗教的密教隱修形式的基督教。原書作者並非無法考證，而是他本人要求以匿名出版，為了讓本書道出自己的話語，同時避免讓個人因素干擾到作品和讀者的關係。
《塔羅冥想》的作者很顯然是一名天主教徒，雖然書中闡釋的觀點並非完全與天主教會的官方教條一致。全書以書信體的形式劃分為22個章節，此外還包含匿名作者寫的一篇序言和瑞士天主教神學家漢斯·烏爾斯·馮·巴爾塔薩所寫的後序。每一章節以马赛塔罗牌的大阿爾克那其中一張為代表。
此書引用了諸多來源，最常見的是引用《聖經》，其次是一眾聖徒、神學家、神祕主義者、哲學家、神祕學家以及多位作家的作品。其中知名者包括亨利·柏格森、約翰·沃夫岡·馮·歌德、卡爾·榮格、伊曼努爾·康德、艾利馮斯·李維、尼采、奧利振、傑勒爾·昂柯斯、约瑟芬·佩拉丹、安東尼·法柏瑞·歐勒維、尼濟耶·安泰姆·菲利浦、柏拉圖、艾爾伯圖斯·麥格努斯、聖安東尼、希波的奧古斯丁、聖文德、亞略巴古的丟尼修、亞西西的方濟各、十字若望、亞維拉的德蘭、多瑪斯·阿奎那、路易·克勞德·聖-馬丁、亞歷山大·聖-伊夫·達勒維德、魯道夫·史代納、德日進、赫耳墨斯·特里斯墨吉斯忒斯、奧士華·沃斯、老子以及釋迦牟尼等。

## 外部連結
- 博客來上《塔羅冥想：基督信仰內在隱修之旅 （页面存档备份，存于）》的資料 （繁體中文）
- YouTube上胡因夢主講《塔羅冥想：基督信仰內在隱修之旅》新書發表會 （页面存档备份，存于）的視訊 （繁體中文）